# Hamingja
Hamingja (Oudnoords voor "geluk") is een begrip uit de Noordse mythologie. Het kan twee betekenissen hebben:
- de personificatie van de voorspoed of het geluk van een persoon of familie. Het is dan een soort vrouwelijk, bovennatuurlijk en beschermend wezen. Ze verbindt zich vooral met succesvolle individuen, zoals helden en koningen.
- een gedaanteverwisseling of metamorfose.

In de Edda komt de volgende verwijzing voor: Vafþrvðnir qvaþ: Þriar þioðár falla þorp yfir meyia Ma/gþrasiss; hamingior einar þer er i heimi ero, þo þer meþ iotnom alaz.
Vrij vertaald: Vafthrúdnir ["Sterke mangelaar"] sprak: Drie meisjes dalen neer op de dorpen van de Laatste Zoon [de mens]. Alle Hamingjor ["Geluksgeesten"] bevolken hier de huizen, al zijn zij uit reuzen geboren.
Zowel Orchard als Simek constateren overeenkomsten tussen de begrippen hamingja and fylgja.